# Mariage à la grecque 3
Pour les articles homonymes, voir Mariage à la grecque.
Série Mariage à la grecque
Mariage à la grecque 2
(2016)
Pour plus de détails, voir Fiche technique et Distribution.
Mariage à la grecque 3 ou Mon mariage grec 3 en Belgique ou Le Mariage de l'année 3 au Québec (My Big Fat Greek Wedding 3) est un film américain réalisé par Nia Vardalos et sorti en 2023.
Le film est la suite du film Mariage à la grecque 2, sorti en 2016.

## Synopsis
Durant un voyage en Grèce pour une réunion familiale, Toula Portokalos entreprend de retrouver les amis d'enfance de son père décédé.

## Distribution
- Nia Vardalos (VQ : Mélanie Laberge) : Toula Portokalos
- John Corbett (VQ : Antoine Durand) : Ian Miller
- Louis Mandylor (VQ : Paul Sarrasin) : Nick Portokalos
- Elena Kampouris (VQ : Célia Gouin-Arsenault) : Paris Miller
- Lainie Kazan : Maria
- Andrea Martin (VQ : Élise Bertrand) : Thiea Voula
- Maria Vacratsis : Thiea Freida
- Gia Carides : Nikki
- Joey Fatone : Angelo
- Elias Kacavas (VQ : Philippe Vanasse-Paquet) : Aristotle
- Melina Kotselou (VQ : Catherine Brunet) : Victory
- Alexis Georgoulis : Peter
- Stephanie Nur : Qamar
- Giannis Vasilottos : Christos
- Gerry Mendicino : Thieo Taki
- Stavroula Logothettis : Athena
- Jeanie Calleja : Ilaria
- Peter Tharos : Yianni
- Chrissy Paraskevopoulos : Jennie
- Kathryn Haggis : Marianthi
- Jayne Eastwood : Mme White

Source VQ